# Pharsalia strandi
Pharsalia strandi är en skalbaggsart som beskrevs av Stefan von Breuning 1936. Pharsalia strandi ingår i släktet Pharsalia och familjen långhorningar. Inga underarter finns listade i Catalogue of Life.